# アル・コーン
アル・コーン（Al Cohn、1925年11月24日 ニューヨークシティ - 1988年2月15日）は、アメリカ合衆国のジャズ・サクソフォーン奏者で作曲家、編曲家。本名はアルヴィン・ギルバート・コーン（Alvin Gilbert Cohn）。

## 略歴

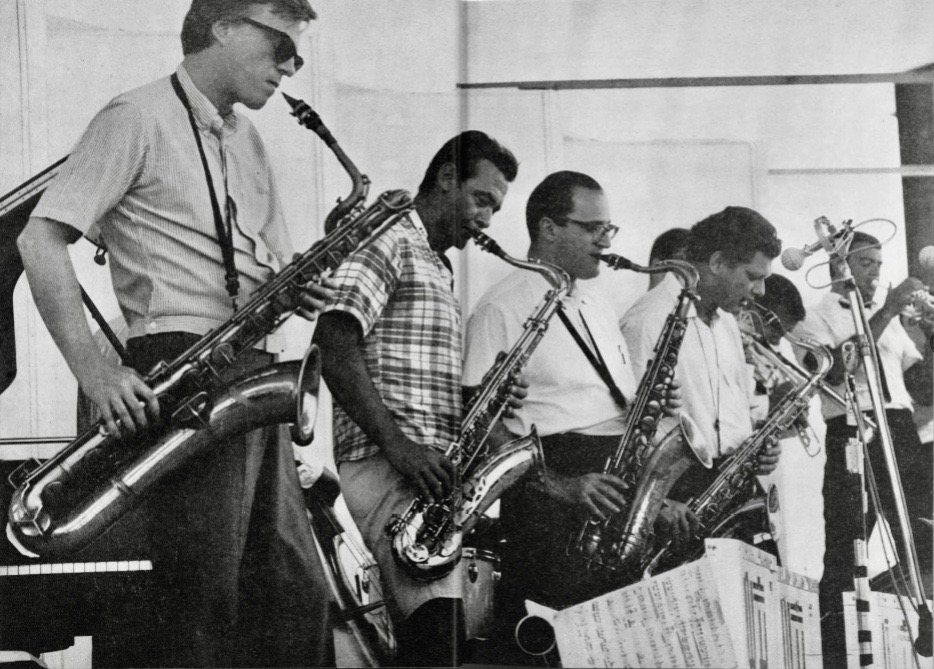
左からジェリー・マリガン、スタン・ゲッツ、アル・コーン、ズート・シムズ。1966年7月3日、ニューポート・ジャズ・フェスティバルにて。

元々は1940年代に、ズート・シムズやスタン・ゲッツ、サージ・チャロフとともに、ウディ・ハーマン楽団第2期の「フォー・ブラザーズ」のひとりとして知られた。より高名なシムズやゲッツとは異なり、編曲家としてもハーマン楽団を支えた。
ハーマン楽団を退団後は、多種多様なアーティストと共演を続けたが、元フォー・ブラザーズの仲間であったズート・シムズとの長きにわたる協力関係がとりわけ名高く、1956年より共同でクインテットを率いた。1950年代の2人の古典的な録音には、ピアニストのモーズ・アリソンが参加している。シムズが亡くなるまで、散発的ながらも2人は共演を続けた。両者の録音活動の頂点は、スタンダードと自作を集めた『ユー・エン・ミー』（マーキュリー・レコード、1960年発表）に見出すことができる。2人はともに、作家のジャック・ケルアックの録音にも参加している。
アル・コーンは、テナー・サクソフォーン奏者としての活動に加えて編曲家としても名高く、ブロードウェイの公演のために『レーズン (Raisin)』や『ソフィスティケイティッド・レイディーズ (Sophisticated Ladies)』を担当した。リンダ・ロンシュタットの1980年代以降の未発表音源にも、アル・コーンが編曲を手懸けたものが含まれている。
ジャズ・シンガーのマリリン・ムーアのアルバム『ムーディー』にも独奏者として参加している。ムーアと結婚して、息子ジョーを儲けたが、後に離婚した。
1988年にペンシルヴェニア州ストラウズバーグにて肝癌で亡くなった。

## ディスコグラフィ

### リーダー・アルバム
- 『コーンズ・トーンズ』 - Al Cohn's Tones (1950年、Savoy)
- East Coast-West Coast Scene (1954年、RCA Victor) ※ショーティ・ロジャースとのスプリット盤
- 『アンリ・ルノー＝アル・コーン・カルテット』 - Al Cohn Quartet With Henri Renaud (1954年、Vogue)
- 『ミスター・ミュージック』 - Mr. Music (1955年、RCA Victor)
- 『ザ・ナチュラル・セブン』 - The Natural Seven (1955年、RCA Victor)
- 『ザット・オールド・フィーリング』 - That Old Feeling (1955年、RCA Victor)
- Four Brass One Tenor (1955年、RCA Victor) ※The Jazz Workshop名義
- 『ザ・ブラザーズ』 - The Brothers! (1955年、RCA Victor) ※with ビル・パーキンス、リッチー・カミューカ
- 『フロム・A・トゥ・Z』 - From A to...Z (1956年、RCA Victor) ※アル・コーン/ズート・シムズ・セクステット名義
- The Sax Section (1956年、Epic)
- 『コーン・オン・ザ・サキソフォン』 - Cohn on the Saxophone (1956年、Dawn)
- 『アル・コーン・クインテット・フィーチャリング・ボブ・ブルックマイヤー』 - The Al Cohn Quintet Featuring Bobby Brookmeyer (1956年、Coral) ※with ボブ・ブルックマイヤー
- 『トゥゲザー・アゲイン』 - The Four Brothers... Together Again! (1957年、Vik) ※with サージ・チャロフ、ズート・シムズ、ハービー・スチュワード
- 『アル・アンド・ズート』 - Al and Zoot (1957年、Coral) ※with ズート・シムズ
- 『ハーフノートの夜』 - Jazz Alive! A Night at the Half Note (1959年、United Artists) ※with ズート・シムズ、フィル・ウッズ
- 『ユー・エン・ミー』 - You 'n' Me (1960年、Mercury) ※アル・コーン/ズート・シムズ・クインテット名義
- 『ニュー・ドラム組曲』 - Son of Drum Suite (1960年、RCA Victor)
- 『アイザー・ウェイ』 - Either Way (1961年、Fred Miles Presents) ※with ズート・シムズ
- 『イン・ロンドン』 - Al & Zoot in London (1965年、World Records Club)
- Easy as Pie: Live at the West Bank (1968年、Label M) ※with ズート・シムズ
- 『ボディ・アンド・ソウル』 - Body and Soul (1973年、Muse) ※with ズート・シムズ
- 『モータリング・アロング』 - Motoring Along (1974年、Sonet) ※with ズート・シムズ
- 『プレイ・イット・ナウ』 - Play It Now (1975年、Xanadu)
- True Blue (1976年、Xanadu) ※with デクスター・ゴードン
- 『シルヴァー・ブルー』 - Silver Blue (1976年、Xanadu) ※with デクスター・ゴードン。日本盤はザナドゥ・オール・スターズ名義
- Al Cohn's America (1976年、Xanadu)
- Heavy Love (1977年、Xanadu) ※with ジミー・ロウルズ
- 『ノー・プロブレム』 - No Problem (1979年、Xanadu)
- Xanadu in Africa (1981年、Xanadu)
- 『ノンパレイル』 - Nonpareil (1981年、Concord)
- 『ツアー・デ・フォース』 - Tour De Force (1981年) ※日本でのライブ with バディ・テイト、スコット・ハミルトン
- Night Flight to Dakar (1982年、Xanadu)
- 『スタンダーズ・オブ・エクスレンス』 - Standards of Excellence (1984年、Concord)
- 『リフタイド』 - Rifftide (1987年、Timeless)
- 『マイ・ファニー・ヴァレンタイン』 - My Funny Valentine (2014年、SSJ) ※1974年録音 with ズート・シムズ